# Sarayut Yoosuebchuea
Sarayut Yoosuebchuea (thailändisch ศรายุทธ อยู่สืบเชื้อ; * 11. Mai 2000) ist ein thailändischer Fußballspieler.

## Karriere
Sarayut Yoosuebchuea erlernte das Fußballspielen in der Jugendmannschaft von Muangthong United. Hier unterschrieb er am 1. Januar 2020 auch seinen ersten Profivertrag. Der Verein aus Pak Kret, einem nördlichen Vorort der Hauptstadt Bangkok, spielte in der ersten thailändischen Liga. Von Juli 2020 bis Mai 2021 wechselte er auf Leihbasis zum Drittligisten Ayutthaya FC. Der Verein aus Ayutthaya spielte in der Western Region der Liga. Zu Beginn der Saison 2021/22 wechselte er ebenfalls auf Leihbasis zum ebenfalls in Ayutthaya beheimateten Zweitligisten Ayutthaya United FC. Sein Zweitligadebüt gab Sarayut Yoosuebchuea am 5. September 2021 (1. Spieltag) im Auswärtsspiel gegen den Erstligaabsteiger Sukhothai FC. Hier wurde er nach der Halbzeitpause für Chananon Wisetbamrungcharoen eingewechselt. Sukhothai gewann das Spiel mit 5:0. Sein erstes Zweitligator schoss er am 10. September 2021 (2. Spieltag) im Heimspiel gegen den Chainat Hornbill FC. Ayutthaya gewann das Spiel mit 5:3. Für den Zweitligisten bestritt er 32 Ligaspiele und schoss dabei sechs Tore. Die Saison 2022/23 wurde er an den Zweitligisten Chainat Hornbill FC verliehen. Für den Verein aus Chainat bestritt er 27 Ligaspiele. Nach der Saison kehrte er im Sommer 2023 zu Muangthong zurück. Im Januar 2024 wurde er ablösefrei an den Bangkoker Zweitligisten Kasetsart FC abgegeben. Nach insgesamt 33 Ligaspielen wechselte er im Januar 2025 zum ebenfalls in der zweiten Liga spielenden Ayutthaya United FC. Am Ende der Saison 2024/25 feierte er mit Ayutthaya die Vizemeisterschaft der zweiten Liga sowie den Aufstieg in die erste Liga.

## Erfolge
Ayutthaya United FC
- Thailändischer Zweitligavizemeister: 2024/25  ▲